# Uday Chopra
Uday Chopra (5 gennaio 1973) è un attore indiano.
Appartiene ad una delle famiglie più influenti di Bollywood: è il figlio più giovane del regista Yash Chopra e fratello minore di Aditya Chopra.
Negli anni '90 è stato anche assistente alla regia e produttore esecutivo.

## Filmografia
- Dhoom 3 (2013) ... Ali
- (2009) ... Abhay .
- Dhoom 2 (2006) ... Ali .
- Neal N Nikki (2005) ... Neal .
- Dhoom (2004) ... Ali .
- Charas (2004) ... Fishy .
- Kal Ho Naa Ho (2003) ... Ragazzo sulla bicicletta (comparsa speciale).
- Supari (2003) ... Aryan .
- Mujhse Dosti Karoge! (2002) ... Rohan .
- Mere Yaar Ki Shaadi Hai (2002) ... Sanju .
- Mohabbatein (2000) ... Vikram .